# Industriechemikalie
Industriechemikalien sind einerseits technische Chemikalien, die vorzugsweise innerhalb der chemischen Industrie als Zwischenprodukt selbst weiterverarbeitet oder als Hilfsstoff eingesetzt werden wie Grundchemikalien, Katalysatoren oder Lösungsmittel. Sie grenzen sich somit von den Feinchemikalien ab.
Andererseits sind Industriechemikalien diejenigen Stoffe, die unter den Rahmen der Verordnung (EG) Nr. 1907/2006 (REACH), in welcher der sichere Umgang geregelt ist, fallen. Pflanzenschutzmittel, Biozide und Arzneistoffe gehören nicht zu den Industriechemikalien.